# Vahap Şanal
Vahap Şanal est un joueur d'échecs turc né le 26 mai 1998.
Au 1er février 2021, il est le sixième joueur turc avec un classement Elo de 2 563 points.

## Biographie et carrière
Vahap Şanal participa à deux olympiades, marquant 5,5 points sur 9 au troisième échiquier de l'équipe B de Turquie en 2012 et 6 points sur 9 à l'échiquier de réserve en 2018 . 
En 2013, il remporta la médaille de bronze par équipe à l'olympiade des moins de 16 ans. L'année suivante, en 2014, il remporta la médaille d'or individuelle au premier échiquier à l'olympiade des moins de 16 ans ainsi que deux médailles d'or championnat d'Europe par équipes de moins de 18 ans.
Grand maître international depuis 2016, Vahap Şanal marqua 4 points sur 6 au quatrième échiquier lors du championnat du monde par équipes de 2017 (la Turquie finit cinquième sur dix équipes). Les années suivantes, il remporta trois championnats de Turquie (en 2019, 2020 et 2024),,. En 2018, il remporta la médaille de bronze au championnat d'Europe d'échecs rapides.